# 峻峰花園
峻峰花園（英語：Perfect Mount Garden）是一個位於香港東區的私人住宅屋苑，由德榮建築（Wan Hin & Co. LTD.，佔20%）、廣東水利水電工程（佔20%）、武夷建築（佔48%）及普基發展（陳湖昌名下，佔12%）等股東合組的峻峰發展有限公司及地下鐵路公司合作發展，由何顯毅建築師事務所（hpa何設計）設計，項目位於港鐵筲箕灣站上蓋，為港鐵公司所管理的物業，於1985年興建，1987年入伙。建築成本1億500萬港元。峻峰花園共有5層平台，地下至二樓設有港鐵站入囗、小巴站、郵政局、報案中心及商舖；三至五樓則是停車場，共提供400個車位。另設政務處、托兒所及青年中心。

## 資料
- 樓宇數目：5幢（A-E座）
- 住宅數目：760個
- 住宅面積：45–65平方米（488、524、534、633和704尺）
- 商業面積：1,119平方米
- 社區康樂設施：19,830平方米

## 各座層數
- A座：24層
- B座：25層
- C座：26層
- D座：27層
- E座：23層

## 屋苑各樓層用途
- 1-2樓部分、3-4樓：停車場（1-2樓另一部分為香港青年協會青年空間）
- 5樓（P層）：平台（設有兒童遊樂場、乒乓球桌和一間幼稚園）
- 6樓以上：住宅

## 外部連結
- 港鐵-峻峰花園 （页面存档备份，存于）